# Sleepy Hollow (Nova Iorque)
Sleepy Hollow é uma aldeia (village) na vila de Mount Pleasant no condado de Westchester, estado de Nova Iorque, Estados Unidos. Está localizada na margem oriental do rio Hudson, a cerca de 48 km ao norte do centro de Manhattan, em Nova York, e possui uma estação na Linha Hudson do Metro-North.
Originalmente conhecida como North Tarrytown, recebeu seu nome atual em 1996 quando os moradores votaram para que houvesse a mudança em homenageam ao conto de The Legend of Sleepy Hollow de Washington Irving. A sul está localizada a aldeia de Tarrytown, e a norte e leste estão territórios não incorporados a Mount Pleasant.
Na aldeia encontram-se o Cemitério de Sleepy Hollow, onde o escritor Washington Irving está enterrado, juntamente com Andrew Carnegie, Walter Chrysler, Brooke Astor, Elizabeth Arden, Thomas J. Watson da IBM, Samuel Gompers e muitos outros. A residência Philipsburg Manor e a Antiga Igreja Holandesa de Sleepy Hollow também estão localizadas na aldeia.

## Geografia
De acordo com o United States Census Bureau, a cidade tem uma área de 13,5 km², dos quais 5,8 km² estão cobertos por terra e 7,7 km² por água.

## Demografia

### Censo 2010
Segundo o censo nacional de 2010, a sua população é de 9 870 habitantes e sua densidade populacional é de 732,2 hab/km².

### Censo 2000
Segundo o censo de 2000, havia 9 212 pessoas, 3 181 casas, e 2 239 famílias que residem na vila. A densidade populacional foi 4 054,7 habitantes por milha quadrada (1 566,9/km²). Havia 3 253 unidades habitacionais em uma densidade média de 1 431,8 por milha quadrada (553.3/km²). A composição racial da cidade foi de 67,64% de caucasianos, 5,23% afro-americanos, 0,84% nativos americanos, 1,87% asiáticos, 0,09% das Ilhas do Pacífico, 18,82% de outras etnias, e 5,51% com duas ou mais etnias. Hispânicos ou latinos eram 45,08% da população, muitos do Equador, República Dominicana, Chile e Porto Rico.
Dos 3 181 domicílios, 36% tinham crianças menores de 18 anos que vivem com eles, 51,5% eram casados ou vivem juntos, 13,4% possuiam uma proprietária do sexo feminino ou sem a presença do marido, e 29,6% não eram famílias. 8,7% das casas possuia alguém vivendo sozinho com mais 65 anos de idade. Cada casa constituia em média 2,89 habitantes e cada família possuia 3,37 membros.
Na vila a população era de 25% com menos de 18 anos de idade, 8,9% de 18 a 24 anos, 36,7% de 25 a 44 anos, 18,9% de 45 a 64 anos, e 10,5% que tinham 65 anos de idade ou mais. A idade média foi de 34 anos. Para cada 100 mulheres havia 103 homens.
A renda mediana por residência na vila era 54 201 dólares, e a renda mediana por família era de 63 889. Os homens possuiam uma renda mediana de 39 923 dólares contra 32 146 dólares para as mulheres. A renda per capita para a vila era de 28 325 dólares. Cerca de 5,7% das famílias e 7,4% da população estavam abaixo da linha da pobreza, incluindo 9,3% de menores de 18 anos e 7,9% das pessoas de 65 anos ou mais.

## Marcos históricos
A relação a seguir lista as 6 entradas do Registro Nacional de Lugares Históricos em Sleepy Hollow. Os primeiros marcos foram designados em 15 de outubro de 1966 e o mais recente em 3 de junho de 2009. Aqueles marcados com ‡ também são um Marco Histórico Nacional.
- Antiga Igreja Holandesa‡
- Cemitério de Sleepy Hollow
- Edward Harden Mansion
- Farol de Tarrytown
- Philipsburg Manor‡
- Philipse Manor Railroad Station

## Cultura popular
- O filme de terror A Lenda do Cavaleiro sem Cabeça foi gravado em Sleepy Hollow em 1999.
- Sleepy Hollow é destaque no vídeo Best Thing I Never Had da Beyoncé.[6]
- Sleepy Hollow é o local para o livro The Hollow por Jessica Verday.[7]